# Palais Malvezzi Campeggi
Pour les articles homonymes, voir Campeggi.
Le palais Malvezzi Campeggi (Palazzo Malvezzi Campeggi) est un palais Renaissance situé Via Zamboni, à l'angle sud-ouest de la Via Marsala, au centre de Bologne. Il est situé en face de la basilique San Giacomo Maggiore et juste au nord-est du palais Magnani. Il abrite actuellement la faculté de droit de l'université de Bologne.

## Histoire
La construction du bâtiment a commencé au milieu des années 1500 sur une ancienne structure qui appartenait auparavant à Giovanni II Bentivoglio. Les architectes étaient Andrea Marchesi, dit « Il Formigine », et son frère Giacomo. Il a été vendu à l'ancienne et noble famille Malvezzi. La cour intérieure présente les trois ordres de colonnes superposées : dorique, ionique et corinthien avec des médaillons représentant les principaux empereurs romains. À l'entrée se trouve une grande statue d'Hercule sculptée par Giuseppe Maria Mazza.
L'étage noble n'a été conçu qu'au XVIIIe siècle et décoré de fresques par Carlo Lodi et Antonio Rossi. Certaines des fresques mettent en valeur les prouesses militaires des membres de la famille Malvezzi, dont Emilio Malvezzi, qui a combattu pour le roi Sigismond II de Pologne. Les stucs de Carlo Nessi relient les symboles héraldiques des familles Malvezzi et Campeggi, unies en 1707 par le mariage de Matteo Malvezzi et Francesca Maria Campeggi. D'autres chambres ont été décorées par Vittorio Bigari, Gioacchino Pizzoli et Giovanni Benedetto Paolazzi. La cour a été endommagée pendant la Seconde Guerre mondiale et l'ensemble du bâtiment a été restauré dans les années 1970 et 1980 par la Surintendance du patrimoine artistique et historique de Bologne.